# さっぽろライラックまつり

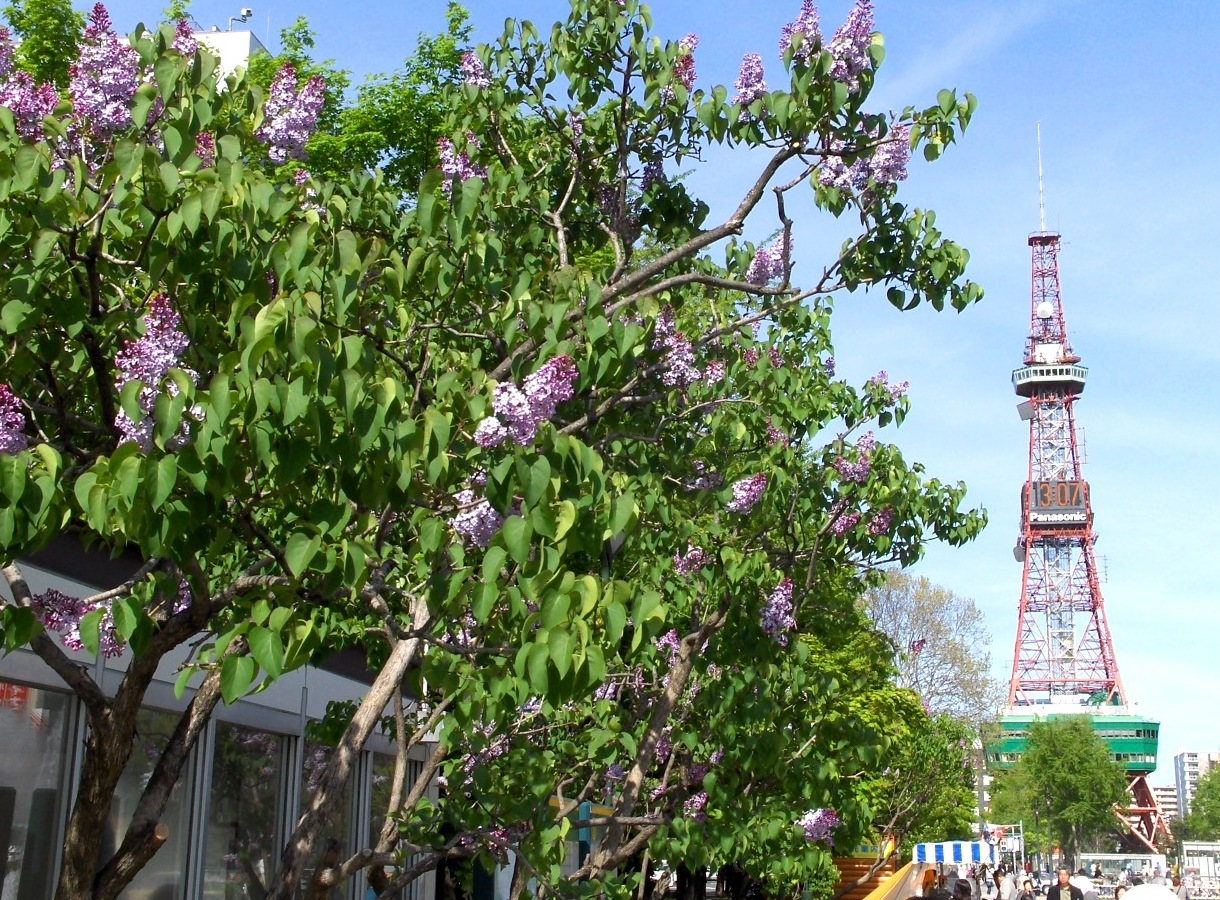
さっぽろライラックまつり会場のライラック。右奥はさっぽろテレビ塔。

さっぽろライラックまつりとは、毎年5月中旬に北海道札幌市中央区の大通公園・白石区川下公園で開催される各種イベントの総称である。主催は札幌市観光文化局観光部観光企画課、さっぽろライラックまつり実行委員会などが務める。

## 概要
ライラックまつりは1959年に第1回が行われた。大通公園4丁目で行われたこの最初のまつりでは、トラックでパレードが行われた。1889年に学校法人北星学園の創始者、サラ・クララ・スミスがアメリカ合衆国から持ち込んだものが札幌市におけるライラックの始まりであり、その後札幌市内に広まったライラックは、第1回が行われた翌年の1960年に市民投票が行われ「札幌市の木」に選定された。
歌人の吉井勇が1955年札幌市を訪れ、札幌のライラックについて詠んだ歌が刻まれた「札幌の木ライラック」碑が大通公園に立っている。この記念歌碑は1981年5月29日に除幕式が行われた。この歌は吉井勇の5首ある作品「北遊小吟」のうちのひとつで、北海道銀行の協力を経て建立されたものである。歌碑名の揮毫は当時札幌市長を務めていた板垣武四、デザインは美術家の小谷博貞が担当している。

## イベント
主なイベントとして、有限会社インターリングジャパンのワインガーデン運営事務局が企画・運営を行う、「ライラックフェスティバル ワインガーデン」が行われる。これは北海道内のワイン製造会社が集まって出展し、訪れた人々が北海道産のワインを有料で楽しむことができるものである。大通公園7丁目の噴水の広場では、ソムリエールがワインの魅力やワインに合うチーズをはじめとした食品を紹介する、ワインセミナーを開催している。参加するワイン製造会社には「鶴沼ワイナリー」や「余市ワイン日本清酒」、「富良野市ぶどう果実研究所」などが主である。
そのほか、同市の木であるライラックの苗木配布、吹奏楽の野外コンサート、ライラック写生会等のイベントが開催される。加えて協賛行事として記念茶会やランニング・オン・SAPPOROなどがある。